# Totó, Pepino y los forajidos
Totó, Pepino y los forajidos (Totò, Peppino e i fuorilegge) es una película italiana de 1956 dirigida por Camillo Mastrocinque, con actuación principal de Totò y los hermanos Peppino y Titina De Filippo.

## Trama
Antonio vive en un pueblo rural siendo oprimido por Teresa, su rica y extremadamente tacaña esposa. Para sacarle algo de dinero y pasar unos días de juerga en Roma, simula su propio secuestro con rescate con la complicidad de su barbero Peppino. Sin embargo, mientras los dos están en club nocturno junto con algunas bailarinas, la fiesta es filmada y transimitada en la televisión, dando así a Teresa la oportunidad de descubrir el engaño. Cuando Antonio es secuestrado de verdad por la banda de un célebre forajido local, Ignazio "il Torchio", la mujer cree en otra estafa de su marido, dejándolo a merced de los bandidos. Solo la intervención de su hija Valeria y Alberto, el novio periodista de ella, logrará evitar lo peor.

## Reparto
- Totò: Antonio
- Peppino De Filippo: Peppino
- Titina De Filippo: Teresa
- Dorian Gray: Valeria
- Franco Interlenghi: Alberto
- Maria Pia Casilio: Rosina
- Barbara Shelley: la Baronesa
- Andreina Zani: dama de compañía de la Baronesa
- Memmo Carotenuto: Ignazio "il Torchio"
- Mario Castellani: número dos de "il Torchio"
- Mario Meniconi: "il Guercio"
- Mimmo Poli: Nicoletto, el cocinero de la banda
- Lamberto Maggiorani: un bandido
- Gino Scotti: cliente de Peppino
- Guido Martufi: joven ayudante de Peppino
- Pasquale De Filippo: cobrador de la luz
- Gianni Partanna: el maitre del club nocturno
- Gianna Cobelli: la camarera del club nocturno
- Renato Montalbano: joven en el club nocturno
- Teddy Reno: sí mismo
- Olimpo Gargàno: presentador del club

## Reconocimientos
| Nastro d'argento | 1957 |                        |                    |         |  |
| Nastro d'argento | 1957 | Mejor actor de reparto | Peppino De Filippo | Ganador |  |